# گوادالاخارا

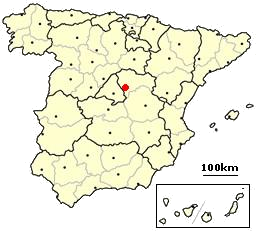
گوادالاخارا

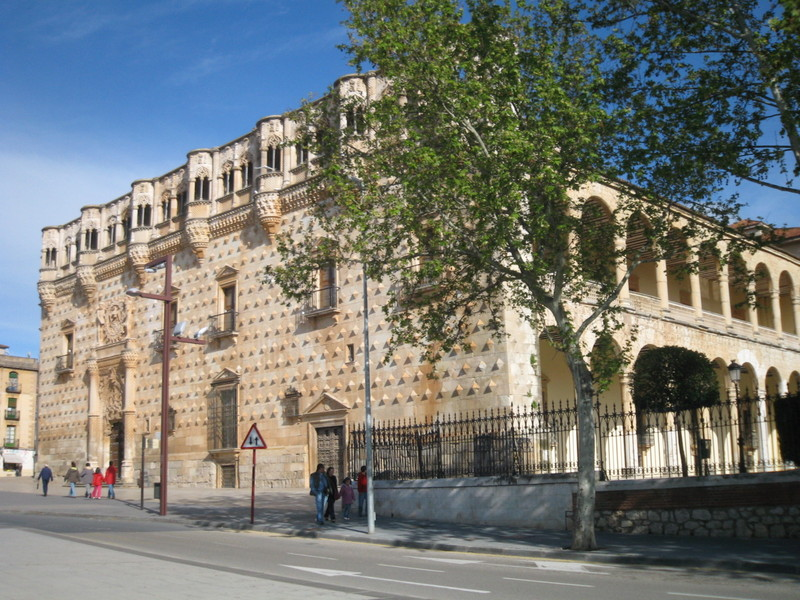
پلاسیو دل اینفنتادو (Palacio del Infantado)

گوادالاخارا (عربی: وادی الحجاره=رود سنگی یا دره دژ، اسپانیایی: Guadalajara) مرکز استان گوادالاخارای اسپانیا است. جمعیت آن ۷۵٬۴۹۳ نفر و مساحتش ۲۳۵ کیلومتر مربع است.

## نگارخانه

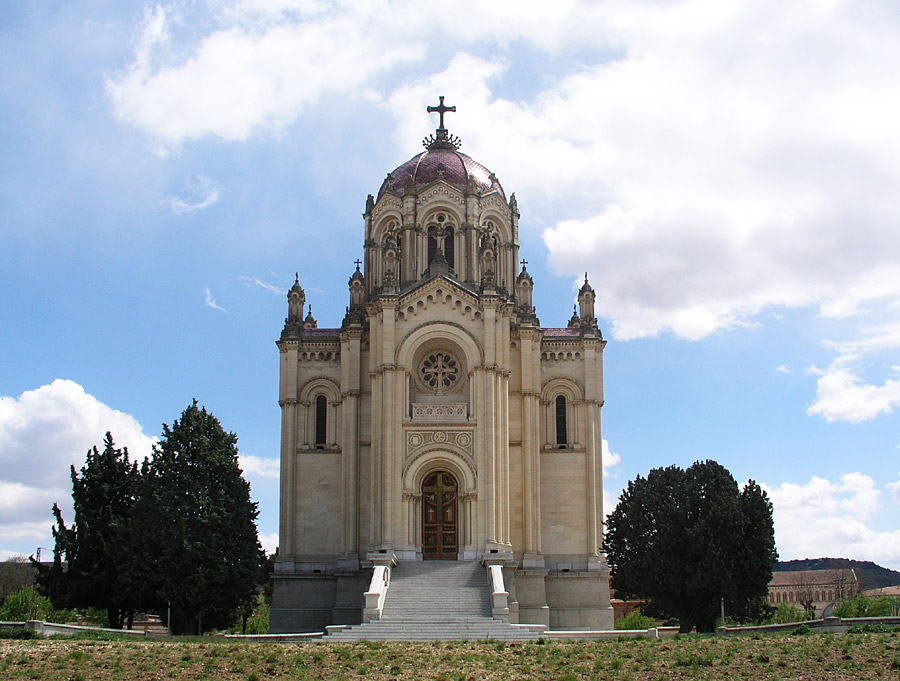
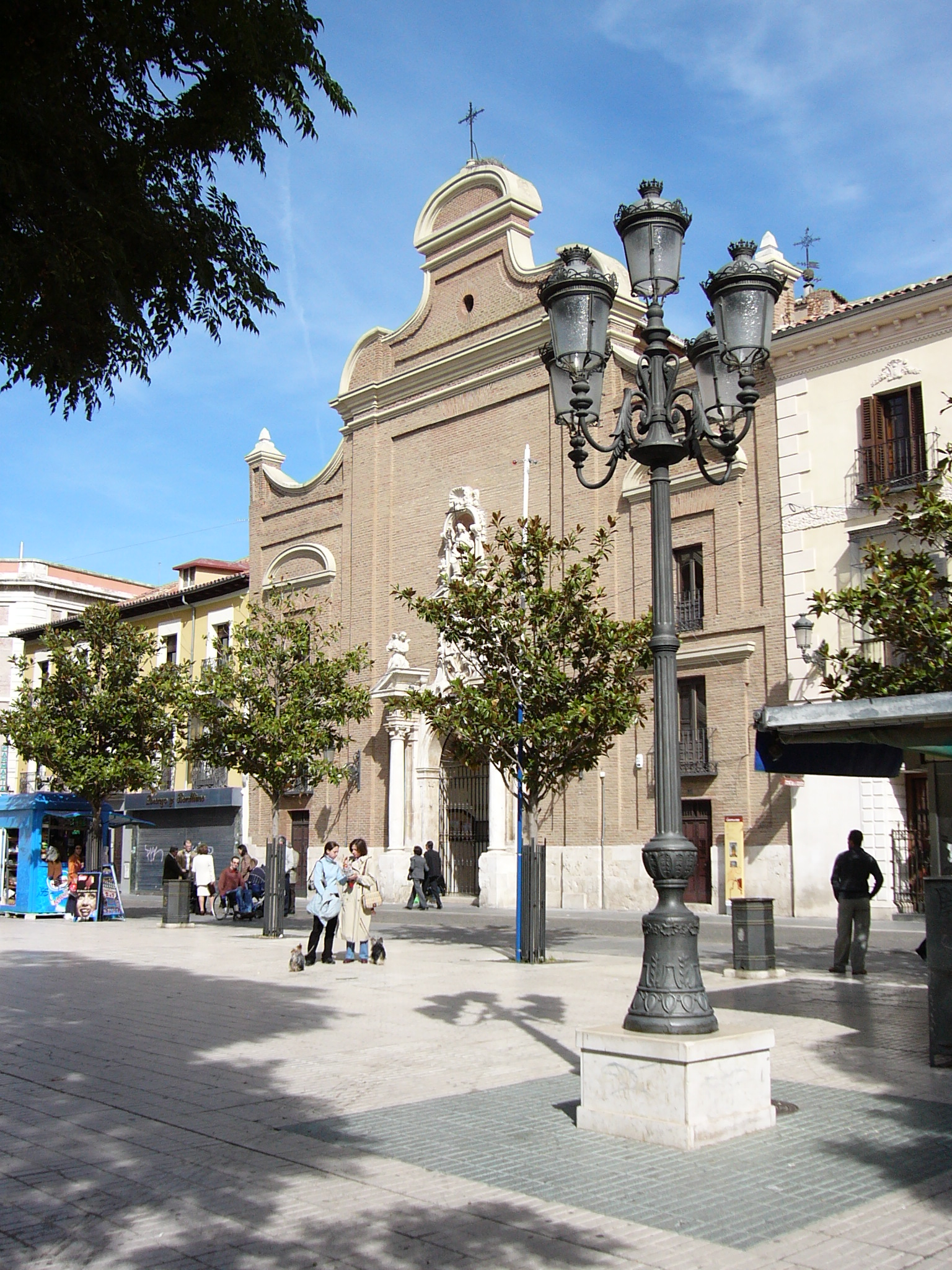
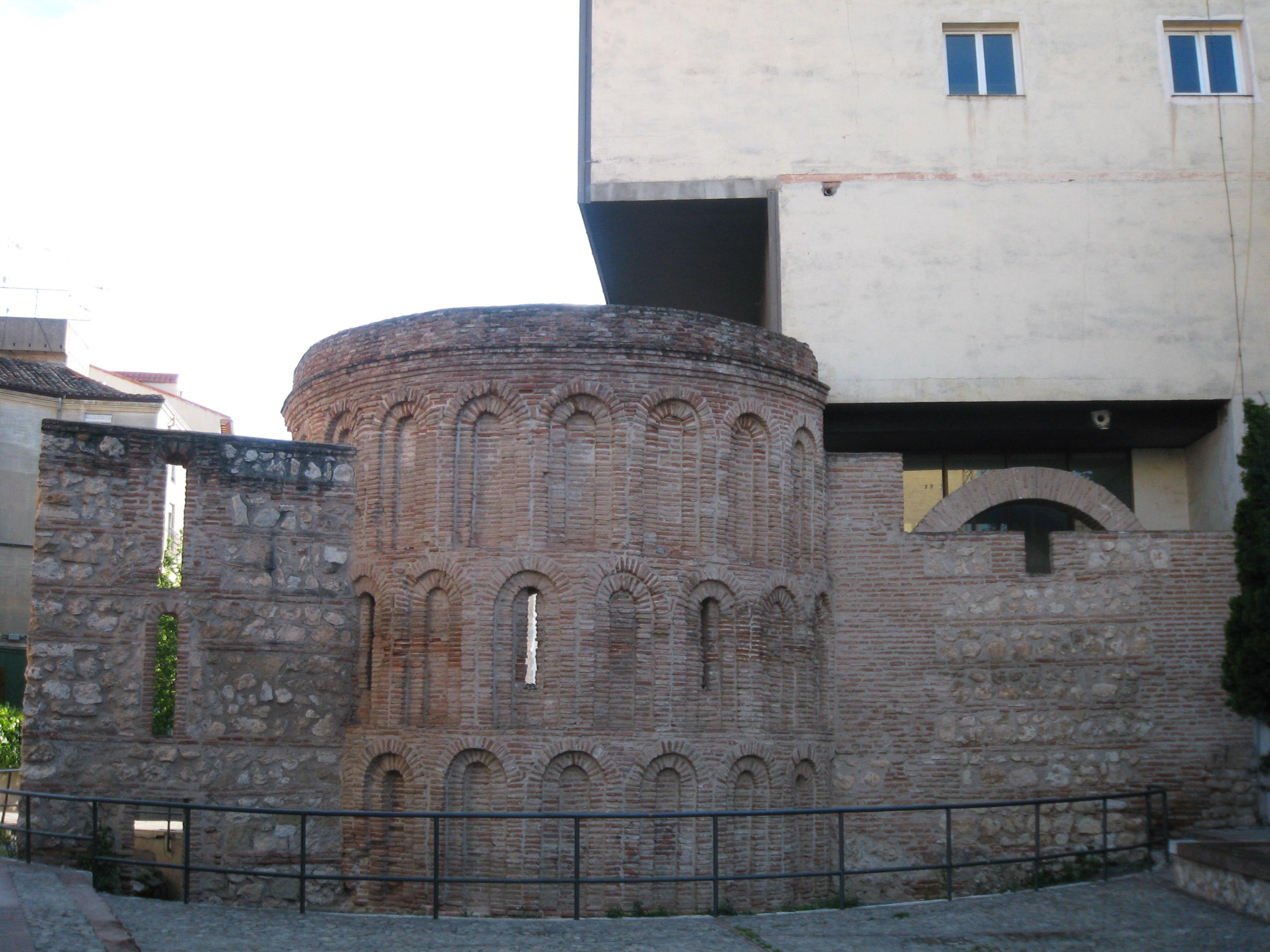
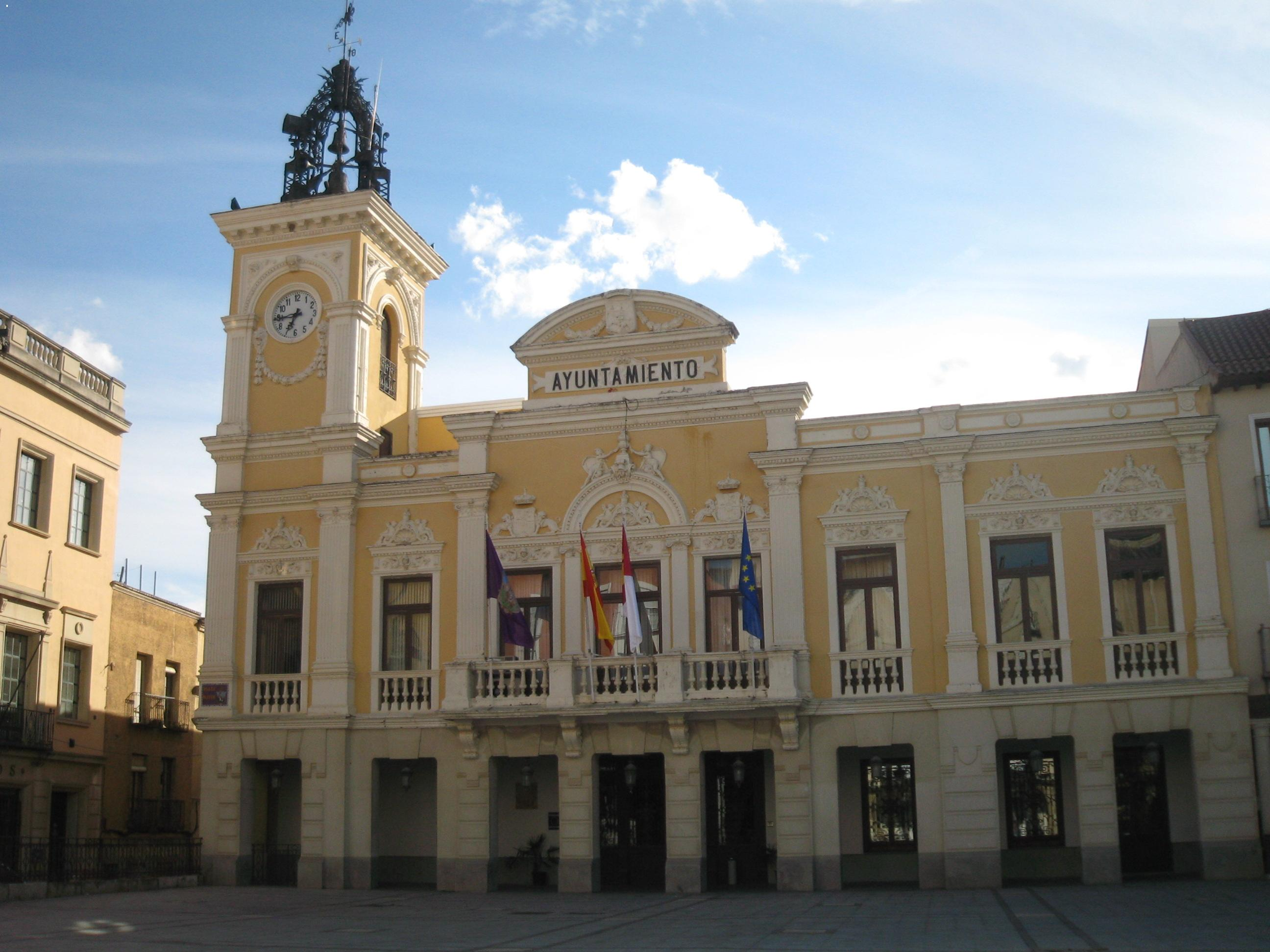
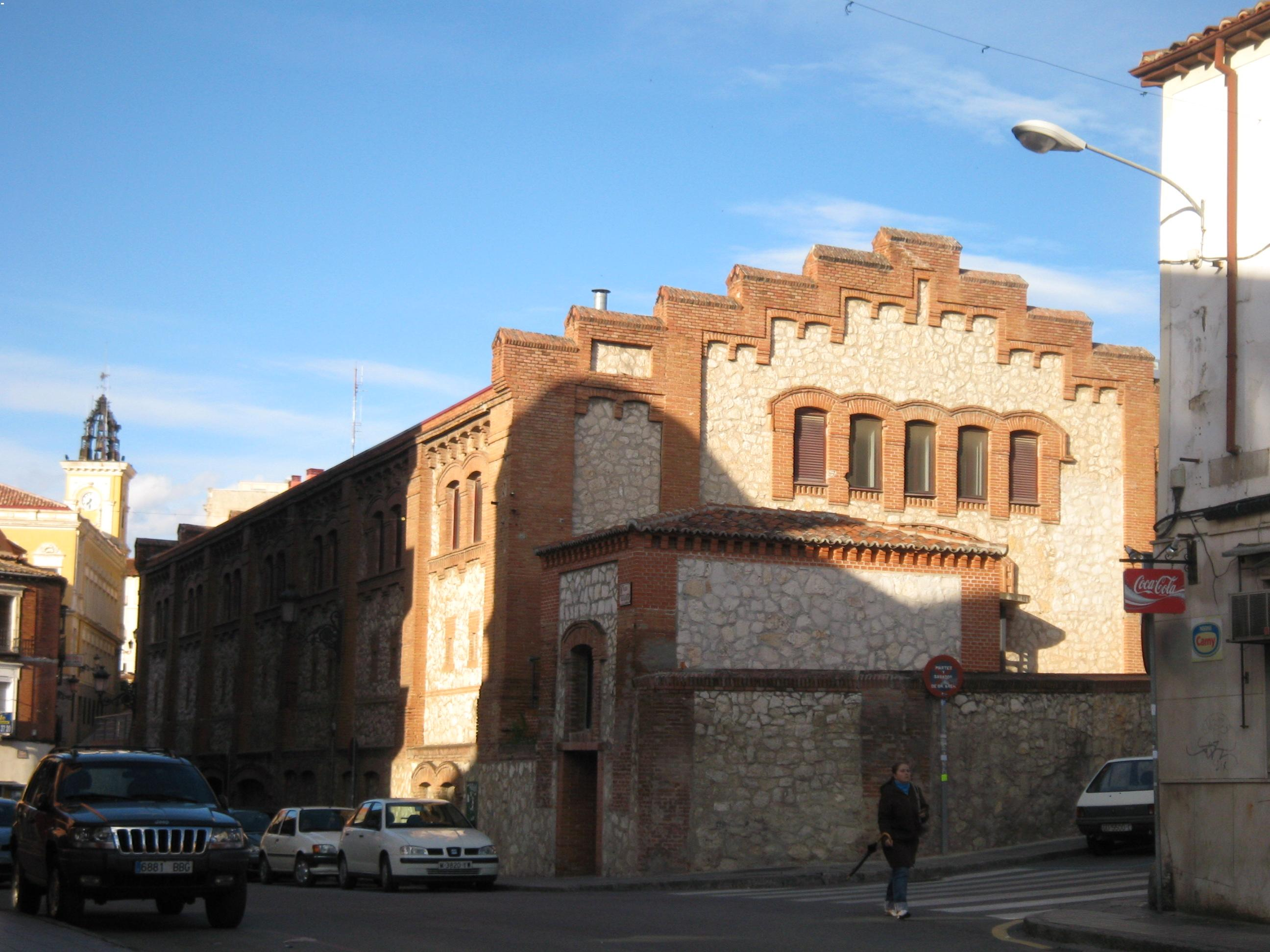
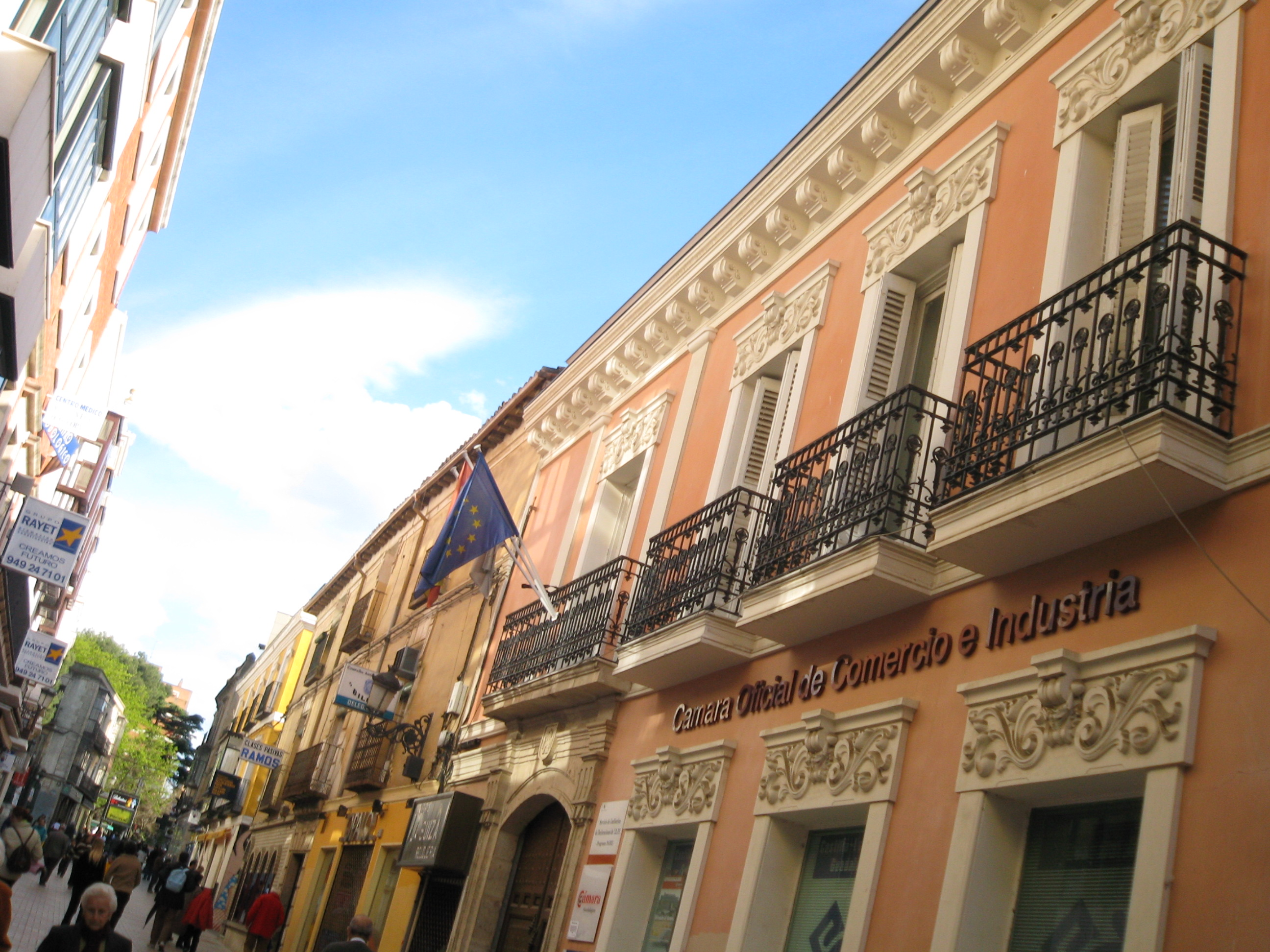